# Sky Tower 41
Sky Tower 41（日语：スカイタワー41）是日本的一座高層住宅大樓，位於山形縣上山市宮脇，樓高41層，134米，為山形縣最高的建築物。